# ラシー・ミラー
ラシー・ミラー（Lachlan Miller、1998年1月25日 - ）は、オーストラリアのラグビー選手。

## プロフィール
- オーストラリア出身[1]。
- ポジションはウィング(WTB)、センター(CTB)。
- 身長 185cm、体重 84kg

## 略歴
2021年、東京五輪の7人制オーストラリア代表に選ばれた。